# Vildmule
 Der er for få eller ingen kildehenvisninger i denne artikel, hvilket er et problem. Du kan hjælpe ved at angive troværdige kilder til de påstande, som fremføres i artiklen.

Vildmule er en figur i Andeby-universet. Han er i familie med Fedtmule, og de ligner hinanden så meget, at den eneste forskel er tøjet, idet Vildmule er klædt i safaritøj. Han elsker at udforske ting og mystiske og helt vanvittige teorier bl.a. egyptere i Amazonas. Desuden har han en rusten gammel bil, som han kun kører i, og elsker sine lakridser i en pose, som hedder Negritas-lakridser. Han tager ind imellem på eventyr sammen med Mickey Mouse og bor i en hjemmelavet hytte i Sydamerika, hvor han bor sammen med en masse andre dyr med bl.a en tam kæleleguar, der hedder Leo. I Danmark optræder figuren kun i Jumbobøgerne, og det gjorde han første gang i 1990 i nr. 106 "Stålanden på spanden".